# Konstantin Sidenko
Konstantin Anatolievitch Sidenko (en russe : Константин Анатольевич Сиденко) est un joueur soviétique puis russe de volley-ball né le 2 janvier 1974. Il mesure 1,96 m et joue libero. Il est international russe.

## Clubs
| Club                      | De        | À         |
| ------------------------- | --------- | --------- |
| MGTU Moscou               | 1992-1993 | 1992-1993 |
| SKA Rostov-sur-le-Don     | 1993-1994 | 1994-1995 |
| CSKA Moscou               | 1995-1996 | 1999-2000 |
| Ziraat Bankası Ankara     | 2000-2001 | 2002-2003 |
| Oural Oufa                | 2003-2004 | 2003-2004 |
| Iskra Odintsovo           | 2004-2005 | 2004-2005 |
| Oural Oufa                | 2005-2006 | 2005-2006 |
| Zenit Kazan               | 2006-2007 | 2006-2007 |
| Dynamo-Yantar Kaliningrad | 2007-2008 | 2007-2008 |
| Fakel Novy Ourengoï       | 2008-2009 | 2009-2010 |
| Dynamo-Yantar Kaliningrad | 2010-2011 | 2010-2011 |
| Lokomotiv Novossibirsk    | 2011-2012 | ...       |

## Palmarès
- Ligue mondiale
  - Finaliste : 1995
- Ligue des champions (1)
  - Vainqueur : 2013
- Championnat de Russie (2)
  - Vainqueur : 1996, 2007
- Coupe de Russie (1)
  - Vainqueur : 2007
  - Finaliste : 2005